# جيك ماريناي
جيك ماريناي شاعر، وكاتب، ومترجم، وناقد أدبي أمريكي ألباني، يُعرف أيضًا بكونه مؤسسًا لشكل من أشكال النقد الفني يحمل اسم النظرية البروتونية. يعيش ماريناي حاليًا في الولايات المتحدة، وكان أول رؤساء جمعية الكتاب الألبان الأمريكيين، التي تأسست في العام 2001، ونشر عدة كتب في الشعر، والنثر، والنقد الأدبي. في العام 2008، حصل مارينا على جائزة بييتير أبنوري للآداب من قِبل كيو إن كيه، وهي قسمٌ تابع لوزارة السياحة، والشؤون الثقافية، والشباب والرياضة في ألبانيا. في العام 2021، حصل على جائزة تشانغوون الدولية الأدبية في كوريا الجنوبية. وقد لقيت أعماله في الكتابة وتحقيق السلام الإشادة العديدين وعدة تكريمات في ألبانيا وأماكن أخرى في أوروبا، وفي الولايات المتحدة وآسيا.

## سنواته الأولى ومساره الوظيفي
ولد ماريناي في العام 1965 في منطقة مالسي-ا-ماده في شمال ألبانيا، وبدأ مسيرته المهنية في الكتابة مراسلًا ينشر في عدد من وسائل الإعلام الألبانية، بدايةً في الصحف المحلية في شكودر، ثم في سلسلة من المنشورات الوطنية الألبانية بما في ذلك زيري ي رينيزي (صوت الشباب)، ولوفتيتاري (المقاتل)، وفولنيتاري (المتطوّع)، ودريتا (الضوء). في أغسطس 1990، نشر ماريناي قصيدة ساخرة مناهضة للشيوعية حملت عنوان «الخيول» (كوجات بالألبانية). وليقينه بتعرضه للاعتقال الوشيك من قبل النظام الشيوعي، فرّ ماريناي في 12 سبتمبر 1990 من السلطات عن طريق عبور الحدود الألبانية اليوغوسلافية بشكل غير قانوني. بعد هروبه إلى يوغوسلافيا، حصل على اللجوء في الولايات المتحدة. وصل ماريناي إلى سان دييغو في يوليو 1991، ثم انتقل إلى مدينة ريتشاردسون، في تكساس. في العام 2001، أسس ماريناي جمعية الكتاب الألبان الأمريكيين، والتي عمل رئيسًا لها حتى العام 2009. في العام 2019، عُيّن ماريناي في منصب سفير الأمة في بلده ألبانيا. ويعمل مديرًا لدار نشر الآداب العالمية موندوس آرتيوم بريس.

## المقابلات
في حياته الجديدة في أمريكا، واصل مارينا عمله الصحفي المستقل لوسائل الإعلام الألبانية؛ وتضمن عمله المستقل عقد مقابلات مع الرئيس جورج بوش الأب، والرئيس التاسع لدولة إسرائيل شمعون بيريز، ولاعب كرة القدم الشهير بيليه. تضمّ مجموعة ماريناي (الجانب الآخر من المرآة) مجموعةً متنوعة كهذه المقابلات.

## الخيول
في البداية، نشر ماريناي قصيدته «الخيول» في صحيفة دريتا الألبانية. تبيّن فيما بعد أن القصيدة التي تبدو للوهلة الأولى مجرّد قصيدة بسيطةً عن حيوانات المزرعة كانت في الواقع نقدًا اجتماعيًا وسياسيًا ساخرًا عن معاملة النظام الشيوعي القمعي للشعب الألباني باعتباره قطيعًا في حظيرة. ظهرت قصيدة «الخيول» في دريتا في 19 أغسطس 1990، وجاءت ردة الفعل على القصيدة فوريةً وجارفةً. فقد ذُهل الألبانُ من الجرأة على نشر مثل هذه القصيدة واضحة المعارِضة في جريدة رسمية (وبعد فترة وجيزة ذُهل المجتمع الدولي كذلك). في غضون ساعات، بيعت نسخٌ من دريتا في جميع أنحاء البلاد، وراح الناس يكتبون القصيدة على قصاصات من الورق ويتناقلونها في قطارات الأنفاق وفي الشوارع. وبعد شهور، ردد المتظاهرون القصيدة عبر مكبرات الصوت خلال مظاهرات مناهضة للحكومة. من وجهة النظر هذه، «ألهمت كلمات ماريناي نداء الحرية وأسهمت في هزيمة الشيوعية في ألبانيا». بالرغم من ذلك، «بعد أن شهِد ماريناي شنق شعراء آخرين في وسط المدينة للتعبير عن مفاهيم مماثلة عن الحرية، أيقن ماريناي أن عليه مغادرة البلاد من فوره؛ فوضّب بعض كتبه المفضلة، وأخبر أصدقائه وعائلته أنه ذاهب في إجازة، وانطلق في رحلةٍ استغرقت ثماني ساعات عبر الجبال باتجاه يوغوسلافيا».

## التعليم في أمريكا
بعد تعليمه في ألبانيا، حصل ماريناي في العام 2001 على درجة دبلوم جامعي في العلوم من كلية دالاس كوليج في بروكهافين. واصل تعليمه في جامعة تكساس في دالاس، حيث تخرج بامتياز مع مرتبة الشرف في العام 2006 في درجة البكالوريوس في الدراسات الأدبية، ثم حصل على درجة الماجستير في نفس الاختصاص في العام 2008. وبعد ثلاث سنوات، حصل على شهادة في دراسات الهولوكوست من مركز أكرمان لدراسات الهولوكوست.

### الدكتوراه
منحت جامعة تكساس في دالاس ماريناي درجة الدكتوراه في العام 2012. حملت أطروحته، التي تركز على تاريخ وفلسفة الشعر الشفوي في البلقان وعلى نظرية الترجمة، حملت عنوان «الشعر الشفوي في الألبانية وثقافات البلقان الأخرى: ترجمة متاهات ما لا يُترجم».

## نظرية البروتونية
وفقًا لما ذكرته صحيفة دالاس مورنينغ نيوز، تسعى «نظرية البروتونية» التي وضعها ماريناي إلى «نشر السلام والتفكير الإيجابي» من خلال النقد الأدبي. في العام 2011، حصل كتاب ماريناي المفصل عن نظرية البروتونية، في البروتونية: وضع النظرية في حيز الممارسة، على جائزة بوكرمان الألبانية للآداب من المجموعة الإعلامية الوطنية في تيرانا، في ألبانيا.
ترى نظرية البروتونية بأن مصالح الناقد الشخصية وتحيزاته تؤثر على درجة التركيز المبذولة في التقييم النقدي لنقاط القوة والضعف في أيّما عمل أدبي. صاغ ماريناي نظرية البروتونية في العام 2005 في ردة فعل على طوفان النقد السلبي غير المبرر في الدوائر الأكاديمية في أوروبا الشرقية بعد انهيار الشيوعية. باعتبارها شكلًا بديلًا للنقد الأدبي، تهدف البروتونية إلى إتاحة أرضية مشتركة يمكن للنقاد من خلالها تقييم الأعمال الأدبية بشكل أكثر موضوعية.
تتكون نظرية البروتونية من خمسة مبادئ جوهرية هي: البروتونية، الاسترجاع، التحقيق، الحقيقة، والأخلاق. تجمع البروتيسميوطية بين البروتونية وعلم العلامات كوسيلة لكشف إذا كان التقييم السلبي للعمل يشكّل هجومًا على المؤلف أو نقدًا غير مهني.
قررت وزارة التعليم في جمهورية الصين الشعبية نظرية البروتونية ضمن برامجها الأكاديمية للدراسات العليا. أما محاضرة ماريناي التي حملت عنوان «نظرية البروتونية: وسيلة مساعدة لتطوير الوظيفة الاجتماعية للأدب»، التي أُلقيت لأول مرة في أكتوبر 2021 في جامعة دانكوك بكوريا الجنوبية ونُشرت في البداية باللغة الكورية، فقد نُشرت وعُرضت بعدة لغات عالمية.

## الإثنوغرافيا الأدبية
تستمد دراسات ماريناي الأدبية أغانٍ في المهد: الشعر البطولي لإيليريا (نشر دار موندوس آرتيوم بريس، 2011؛ محرر مشارك، ومترجم، وكاتب المقدمة فريدريك تيرنر) وكتابه المبني على أطروحته الشعر الشفوي في الألبانية وثقافات البلقان الأخرى: ترجمة متاهات ما لا يُترجم (يو إم آي، 2012؛ بروكويست، ميشيغان، الولايات المتحدة 2020) تستمد مادتها من بحثه الإثنوغرافي الشخصي. عبر دراستهما الشعراء والفنانين الشفويين ضمن سياقاتهم اللغوية، والتاريخية، والجغرافية، والثقافية، والاجتماعية، والجمالية، يحلّل كلا العملين مشاكلَ ترجمة الشعر الشفوي ويعيدان تركيب عملية الترجمة. كما يُعتبر العملان كتابا مختاراتٍ مترجمة من الشعر الشفوي الألباني للإنجليزية. لقي ماريناي التقدير لمساهمته في اللغويات الألبانية، خاصةً في نحت كلمات جديدة وتعبيرات مولّدة، أُدرج العديد منها في «قاموس مالسي-ا-ماده للمفردات اللغوية والإثنية».

## الدبلوماسية الثقافية
يحمل ماريناي لقب سفير الأمة في موطنه ألبانيا. بالإضافة إلى تسهيل العلاقات الثقافية بين ألبانيا والولايات المتحدة، سافر ماريناي بشكل موسع لدعم الأدب والسلام، مع توجيه تركيز خاص للبلدان في يوغوسلافيا السابقة وأماكن أخرى ضمن الكتلة الشرقية في أوروبا (مثل صربيا، وكرواتيا، والجبل الأسود، وكوسوفو، ورومانيا)، وكذلك الدول التي فرّقت بينها وبين الولايات المتحدة الانقسامات الأيديولوجية (مثل فيتنام والصين)، أو التي تتسم بالتوتر في عملية تشكيل هوياتها القومية، أو الإثنية، أو التعددية (مثل كوريا الجنوبية، والهند، والمكسيك، وأيرلندا، وإيطاليا، والمملكة المتحدة).